# Pełniący obowiązki prezydenta Rzeczypospolitej Polskiej

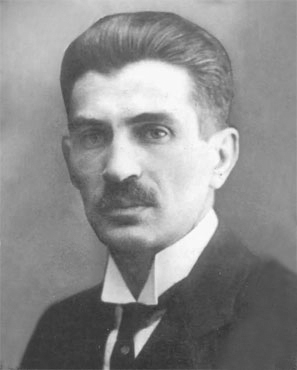
Maciej Rataj, zastępujący prezydenta RP w 1922 i 1926

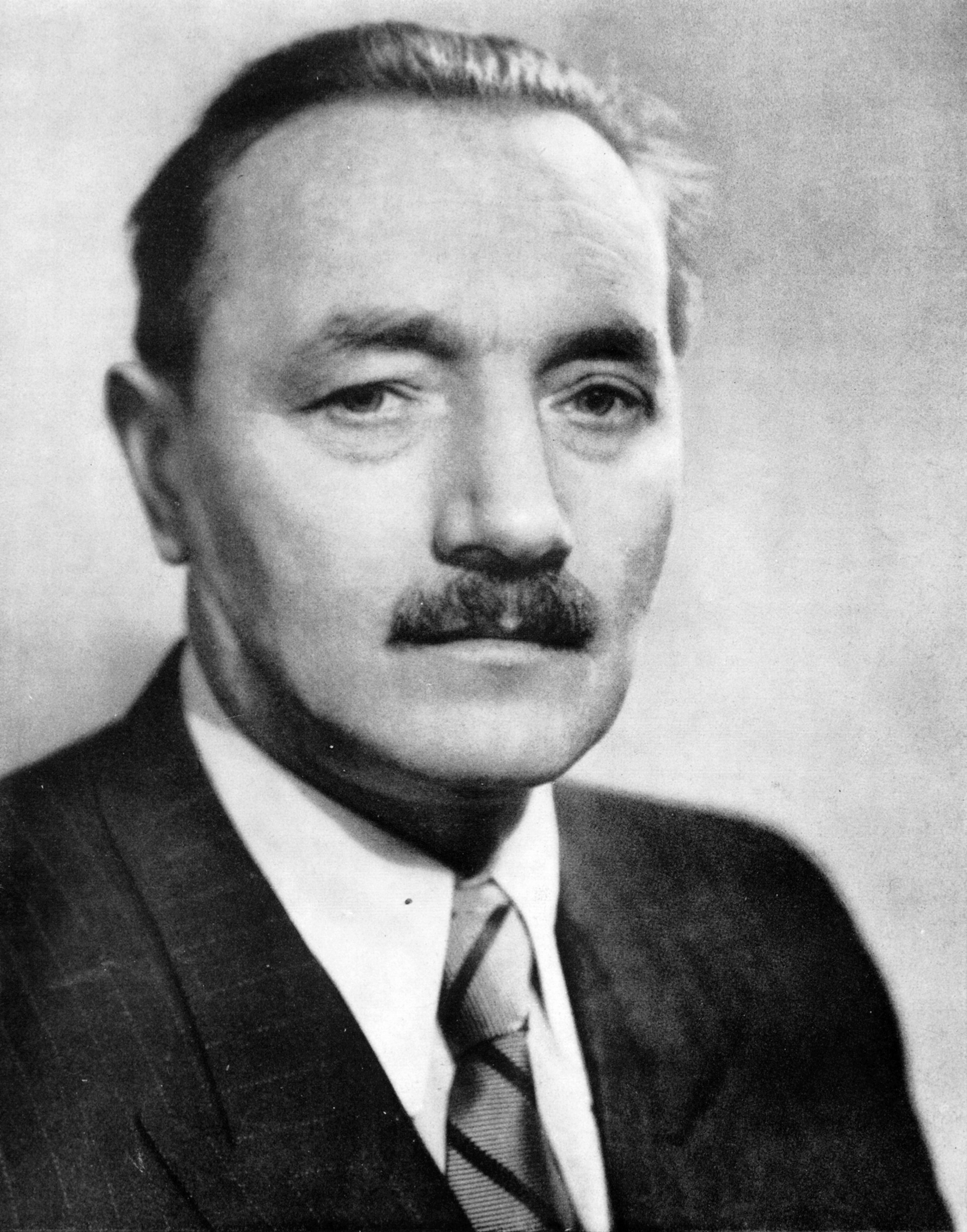
Bolesław Bierut, zastępujący prezydenta RP w latach 1944/1945–1947

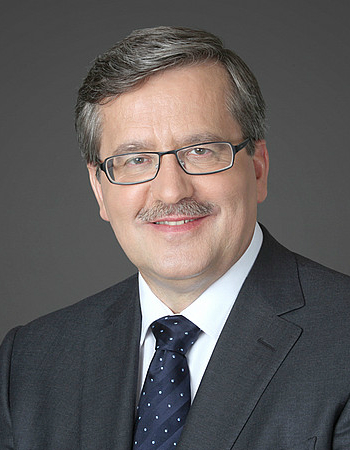
Bronisław Komorowski, wykonujący obowiązki prezydenta RP w 2010

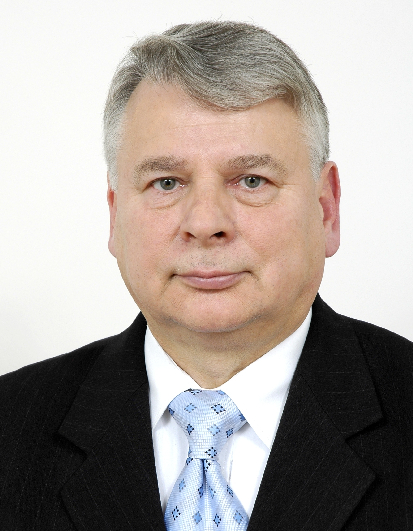
Bogdan Borusewicz, wykonujący obowiązki prezydenta RP w 2010

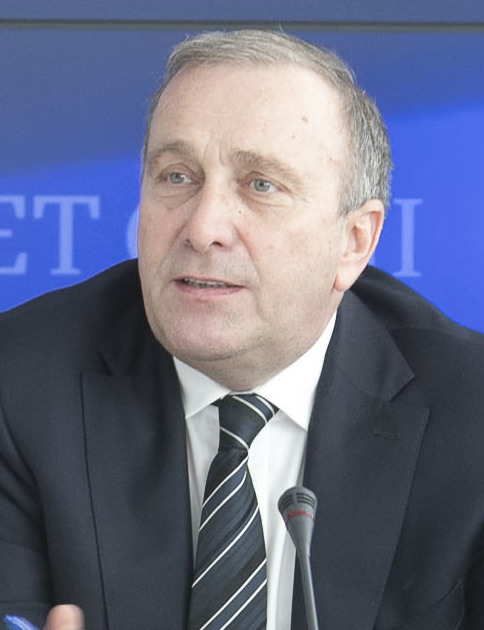
Grzegorz Schetyna, wykonujący obowiązki prezydenta RP w 2010

Pełniący obowiązki Prezydenta Rzeczypospolitej Polskiej – osoba, która tymczasowo (łac. ad interim) wykonuje obowiązki Prezydenta Rzeczypospolitej Polskiej, z przysługującymi mu prerogatywami, w razie gdy urząd prezydenta jest nieobsadzony lub kiedy urzędujący prezydent nie może sprawować swoich obowiązków.

## II Rzeczpospolita (1918–1939)

### Mała Konstytucja z 1919
Mała Konstytucja z 20 lutego 1919 – uchwała Sejmu Ustawodawczego z dnia 20 lutego 1919 r. w sprawie powierzenia Józefowi Piłsudskiemu dalszego sprawowania urzędu Naczelnika Państwa (Dz.U. z 1919 r. nr 19, poz. 226) nie przewidywała tymczasowego wykonywania obowiązków głowy państwa przez inną osobę niż Józef Piłsudski.

### Konstytucja marcowa z 1921
Ustawa z 17 marca 1921 – Konstytucja Rzeczypospolitej Polskiej (Dz.U. z 1921 r. nr 44, poz. 267) przewidywała zastępstwo Prezydenta Rzeczypospolitej. Konstytucja stanowiła, że jeżeli Prezydent Rzeczypospolitej nie mógł sprawować urzędu oraz w razie opróżnienia urzędu Prezydenta Rzeczypospolitej wskutek śmierci, zrzeczenia się lub innej przyczyny, zastępował go Marszałek Sejmu (art. 40). Jeżeli Prezydent Rzeczypospolitej przez trzy miesiące nie sprawował urzędu, Marszałek Sejmu był obowiązany zwołać niezwłocznie Sejm i poddać jego uchwale, czy urząd Prezydenta Rzeczypospolitej należy uznać za opróżniony. Uchwała uznająca urząd za opróżniony zapadała większością 3/5 głosów, przy obecności przynajmniej połowy ustawowej, to jest liczby głosów ustaloną ordynacją wyborczą.
Art. 51 Konstytucji marcowej z 1921 stanowił ponadto, że za zdradę kraju, pogwałcenie Konstytucji lub przestępstwa karne Prezydent Rzeczypospolitej mógł być pociągnięty do odpowiedzialności uchwałą przez Sejm, powziętą większością 3/5 głosów, przy obecności co najmniej połowy ustawowej liczby posłów. Właściwym dla rozpatrzenia sprawy i wydania wyroku był Trybunał Stanu. Z chwilą postawienia w stan oskarżenia przed Trybunałem Stanu, Prezydent Rzeczypospolitej miał być zawieszony w urzędowaniu. W takim przypadku zastosowanie miałoby również zastępstwo Prezydenta przez Marszałka Sejmu.
Zasad tych nie zmieniła nowela sierpniowa – ustawa z 2 sierpnia 1926 zmieniająca i uzupełniająca Konstytucję Rzeczypospolitej z 17 marca 1921.
W oparciu o przepisy Konstytucji marcowej z 1921 dwukrotnie nastąpiło zastępstwo Prezydenta Rzeczypospolitej przez Marszałka Sejmu Macieja Rataja:
- w okresie pomiędzy zamordowaniem prezydenta Gabriela Narutowicza a wyborem Stanisława Wojciechowskiego w 1922,
- w okresie pomiędzy rezygnacją Stanisława Wojciechowskiego a wyborem Ignacego Mościckiego w 1926.

Rataj równolegle pełnił wtedy funkcję marszałka i tymczasowej głowy państwa.

### Konstytucja kwietniowa z 1935
Ustawa Konstytucyjna (Rzeczypospolitej Polskiej) z 23 kwietnia 1935 (Dz.U. z 1935 r. nr 30, poz. 227) przewidywała sprawowanie zastępczo funkcji Prezydenta oraz nową instytucję – w razie wojny – wyznaczenie następcy na wypadek opróżnienia urzędu Prezydenta.
Konstytucja kwietniowa z 1935 stanowiła, że czasie, gdy urząd Prezydenta Rzeczypospolitej jest opróżniony, funkcję Prezydenta sprawuje zastępczo Marszałek Senatu, a gdyby Senat był rozwiązany – Marszałek rozwiązanego Senatu. Korzystał on wówczas ze wszystkich uprawnień związanych z urzędem Prezydenta Rzeczypospolitej (art. 23). Opróżnienie urzędu mogło nastąpić w przypadku:
- zgonu Prezydenta Rzeczypospolitej przed upływem siedmioletniego okresu urzędowania,
- zrzeczenia się urzędu przez Prezydenta Rzeczypospolitej,
- gdy Prezydent Rzeczypospolitej nie mógł trwale sprawować urzędu – uchwałą połączonych Izb Ustawodawczych.

W oparciu o przepisy Konstytucji kwietniowej z 1935 żaden Marszałek Senatu nie sprawował zastępczo funkcji Prezydenta.

### I. Ewentualni pełniący obowiązki
| Okres                                   | Głowa państwa                     | Ewentualny pełniący obowiązki |
| --------------------------------------- | --------------------------------- | ----------------------------- |
| 14 listopada 1918 – 11 grudnia 1922     | Józef Piłsudski                   | brak wskazania w konstytucji  |
| 11 grudnia 1922 – 16 grudnia 1922       | Gabriel Narutowicz                | Maciej Rataj                  |
| 16 grudnia 1922 – 22 grudnia 1922       | Maciej Rataj (pełniący obowiązki) | brak wskazania w konstytucji  |
| 22 grudnia 1922 – 14 maja 1926          | Stanisław Wojciechowski           | Maciej Rataj                  |
| 15 maja 1926 – 4 czerwca 1926           | Maciej Rataj (pełniący obowiązki) | brak wskazania w konstytucji  |
| 4 czerwca 1926 – 26 marca 1928          | Ignacy Mościcki                   | Maciej Rataj                  |
| 27 marca 1928 – 8 grudnia 1930          | Ignacy Mościcki                   | Ignacy Daszyński              |
| 9 grudnia 1930 – 24 kwietnia 1935       | Ignacy Mościcki                   | Kazimierz Świtalski           |
| 24 kwietnia 1935 – 3 października 1935  | Ignacy Mościcki                   | Władysław Raczkiewicz         |
| 4 października 1935 – 27 listopada 1938 | Ignacy Mościcki                   | Aleksander Prystor            |
| 28 listopada 1938 – 31 sierpnia 1939    | Ignacy Mościcki                   | Bogusław Miedziński           |

## Polski Rząd na Uchodźstwie (1939–1990)
Polski Rząd na Uchodźstwie funkcjonował w latach 1939–1990 w oparciu o Konstytucję Rzeczypospolitej Polskiej z 23 kwietnia 1935, która przewidywała w razie wojny wyznaczenie następcy na wypadek opróżnienia urzędu Prezydenta.
Zgodnie z art. 24 Konstytucji kwietniowej z 1935, w razie wojny, okres urzędowania Prezydenta Rzeczypospolitej przedłużał się do upływu trzech miesięcy od zawarcia pokoju. Prezydent Rzeczypospolitej osobnym aktem, ogłoszonym w gazecie rządowej, wyznaczał wówczas swego następcę na wypadek opróżnienia się urzędu przed zawarciem pokoju. W razie objęcia przez następcę urzędu Prezydenta Rzeczypospolitej, okres jego urzędowania trwał do upływu trzech miesięcy od zawarcia pokoju. Na podstawie tego przepisu, po wybuchu II wojny światowej, wobec napaści III Rzeszy na Polskę, prezydent Ignacy Mościcki wyznaczył 1 września 1939 Edwarda Śmigłego-Rydza „na swego następcę na wypadek opróżnienia się urzędu przed zawarciem pokoju”. Decyzja została odwołana 25 września 1939, w związku z internowaniem Rydza-Śmigłego w Rumunii. W konsekwencji, prezydent Mościcki wyznaczył 25 września 1939 Bolesława Wieniawę-Długoszowskiego, który jednak zrzekł się urzędu następcy prezydenta RP. Decyzja o wyznaczeniu następcy została odwołana 29 września 1939. Kolejną osobą wyznaczoną na następcę został Władysław Raczkiewicz, który w momencie złożenie przez Ignacego Mościckiego urzędu 30 września 1939, został Prezydentem Rzeczypospolitej. W tym przypadku nie można jednak mówić o osobie pełniącej obowiązki Prezydenta Rzeczypospolitej, a o pełnoprawnym Prezydencie Rzeczypospolitej. Urząd Prezydenta Rzeczypospolitej na Uchodźstwie, w oparciu o art. 24 Konstytucji kwietniowej, pełnili po Władysławie Raczkiewiczu kolejno: August Zaleski, Stanisław Ostrowski, Edward Raczyński, Kazimierz Sabbat i Ryszard Kaczorowski, który po zaprzysiężeniu Lecha Wałęsy 22 grudnia 1990, przekazał mu swe uprawnienia, a rząd emigracyjny utworzył komisję likwidacyjną, która do 31 grudnia 1991 zakończyła działalność wszelkich emigracyjnych struktur władzy.
| Okres                                   | Głowa państwa         | Następca na wypadek opróżnienia się urzędu przed zawarciem pokoju |
| --------------------------------------- | --------------------- | ----------------------------------------------------------------- |
| 1 września 1939 – 24 września 1939      | Ignacy Mościcki       | Edward Śmigły-Rydz                                                |
| 25 września 1939 – 28 września 1939     | Ignacy Mościcki       | Bolesław Wieniawa-Długoszowski                                    |
| 29 września 1939 – 30 września 1939     | Ignacy Mościcki       | Władysław Raczkiewicz                                             |
| 30 września 1939 – 16 października 1939 | Władysław Raczkiewicz | brak wyznaczonej osoby                                            |
| 16 października 1939 – 7 sierpnia 1944  | Władysław Raczkiewicz | Kazimierz Sosnkowski                                              |
| 7 sierpnia 1944 – 26 kwietnia 1947      | Władysław Raczkiewicz | Tomasz Arciszewski                                                |
| 26 kwietnia 1947 – 6 czerwca 1947       | Władysław Raczkiewicz | August Zaleski                                                    |
| 9 czerwca 1947 – 10 sierpnia 1950       | August Zaleski        | Tadeusz Tomaszewski                                               |
| 10 sierpnia 1950 – 3 września 1954      | August Zaleski        | Władysław Anders                                                  |
| 3 września 1954 – 21 sierpnia 1959      | August Zaleski        | Eustachy Sapieha                                                  |
| 21 sierpnia 1959 – 24 lutego 1971       | August Zaleski        | Aleksander Zawisza                                                |
| 24 lutego 1971 – 7 kwietnia 1972        | August Zaleski        | Stanisław Ostrowski                                               |
| 7 kwietnia 1972 – 18 grudnia 1972       | Stanisław Ostrowski   | brak osoby wyznaczonej                                            |
| 18 grudnia 1972 – 8 kwietnia 1979       | Stanisław Ostrowski   | Edward Raczyński                                                  |
| 8 kwietnia 1979 – 5 lutego 1980         | Edward Raczyński      | brak osoby wyznaczonej                                            |
| 5 lutego 1980 – 8 kwietnia 1986         | Edward Raczyński      | Kazimierz Sabbat                                                  |
| 8 kwietnia 1986 – 25 stycznia 1988      | Kazimierz Sabbat      | brak osoby wyznaczonej                                            |
| 25 stycznia 1988 – 19 lipca 1989        | Kazimierz Sabbat      | Ryszard Kaczorowski                                               |
| 19 lipca 1989 – 22 grudnia 1990         | Ryszard Kaczorowski   | nigdy nieujawniony                                                |

## Polska Ludowa / Polska Rzeczpospolita Ludowa (1944–1989)

### Manifest PKWN
Ogłoszony z datą 22 lipca 1944 Manifest PKWN stwierdzał, że Krajowa Rada Narodowa i Polski Komitet Wyzwolenia Narodowego działają na podstawie Konstytucji 17 marca 1921 roku, jedynie obowiązującej konstytucji legalnej, uchwalonej prawnie. Podstawowe założenia Konstytucji 17 marca 1921 r. obowiązywać będą aż do zwołania wybranego w głosowaniu powszechnem, bezpośredniem, równem, tajnem i stosunkowem Sejmu Ustawodawczego, który uchwali jako wyraziciel woli narodu nową konstytucję. W przyjętej 11 września 1944 ustawie o kompetencji Przewodniczącego Krajowej Rady Narodowej, art. 2 stanowił, że wobec opróżnienia urzędu Prezydenta Rzeczypospolitej Polskiej, zastępuje go Przewodniczący Krajowej Rady Narodowej. Zgodnie z art. 5 tej ustawy, wygasała ona jednak automatycznie z chwilą ukonstytuowania się ciał parlamentarnych wybranych na zasadzie powszechnych wyborów.
Biorąc pod uwagę obowiązywanie art. 40 ustawy z dnia 17 marca 1921 r. – Konstytucja Rzeczypospolitej Polskiej, w myśl którego jeżeli Prezydent Rzeczypospolitej nie może sprawować urzędu, oraz w razie opróżnienia urzędu Prezydenta Rzeczypospolitej wskutek śmierci, zrzeczenia się lub innej przyczyny – zastępuje go Marszałek Sejmu, można doszukiwać się sprawowania zastępczo urzędu prezydenta przez marszałka seniora Franciszka Trąbalskiego (Polska Partia Socjalistyczna) 4 lutego 1947 przez kilka godzin – od otwarcia pierwszego posiedzenia Sejmu Ustawodawczego do czasu obsadzenia funkcji Marszałka Sejmu i Marszałka Sejmu Władysława Kowalskiego (Stronnictwo Ludowe) 4-5 lutego 1947 – od momentu wyboru na funkcję Marszałka Sejmu Ustawodawczego do zaprzysiężenia Bolesława Bieruta na urząd Prezydenta RP.

### Mała Konstytucja z 1947
Ustawa Konstytucyjna z dnia 19 lutego 1947 o ustroju i zakresie działania najwyższych organów Rzeczypospolitej Polskiej (Dz.U. z 1947 r. nr 18, poz. 71) stanowiła, że do sprawowania urzędu Prezydenta Rzeczypospolitej stosuje się odpowiednio m.in. przepisy art. 40, 42 i 51 Konstytucji Rzeczypospolitej Polskiej z 17 marca 1921 r. (Dz.U. z 1921 r. nr 44, poz. 267). Przepisy te stanowiły, że jeżeli Prezydent Rzeczypospolitej nie mógłby sprawować urzędu, oraz w razie opróżnienia urzędu Prezydenta Rzeczypospolitej wskutek śmierci, zrzeczenia się lub innej przyczyny, zastępowałby go Marszałek Sejmu. Nie obowiązywał art. 41 stanowiący, że w razie opróżnienia urzędu Prezydenta Rzeczypospolitej Sejm i Senat łączą się natychmiast na zaproszenie Marszałka Sejmu i pod jego przewodnictwem z samego prawa w Zgromadzenie Narodowe celem wyboru Prezydenta. Gdyby Sejm był rozwiązany w chwili, gdy urząd Prezydenta Rzeczypospolitej jest opróżniony, Marszałek Sejmu zarządzi niezwłocznie nowe wybory do Sejmu i Senatu. W zamian tego przepisu, Mała Konstytucja z 1947 w art. 14 wprowadzała zasadę, że w razie opróżnienia urzędu Prezydenta Rzeczypospolitej, niezwłocznie wyboru Prezydenta dokona Sejm.

### II. Ewentualni pełniący obowiązki
| Okres                             | Głowa państwa    | Ewentualny pełniący obowiązki           |
| --------------------------------- | ---------------- | --------------------------------------- |
| 20 listopada 1944 – 4 lutego 1947 | Bolesław Bierut  | brak wskazania                          |
| 4 lutego 1947                     | urząd opróżniony | Franciszek Trąbalski pełniący obowiązki |
| 4 lutego 1947 – 5 lutego 1947     | urząd opróżniony | Władysław Kowalski pełniący obowiązki   |
| 5 lutego 1947 – 20 listopada 1952 | Bolesław Bierut  | Władysław Kowalski                      |
| 20 listopada 1952                 | Bolesław Bierut  | Jan Dembowski                           |

### Konstytucja PRL z 1952
Konstytucja Polskiej Rzeczypospolitej Ludowej z 22 lipca 1952 r. (Dz.U. z 1952 r. nr 33, poz. 232) znosiła urząd prezydenta. Jego rolę przejęła Rada Państwa (urząd istniejący już pod rządami Małej Konstytucji z 1947) – konstytucyjna kolegialna głowa państwa, na czele z Przewodniczącym Rady Państwa. W 1989 Radę Państwa zastąpiono urzędem Prezydenta PRL. Zgodnie z art. 32e Konstytucji, opróżnienie urzędu Prezydenta przed upływem kadencji mogło nastąpić wskutek:
- śmierci,
- zrzeczenia się z urzędu,
- stwierdzenia nieważności wyboru Prezydenta Rzeczypospolitej lub innych przyczyn nieobjęcia urzędu po wyborze,
- uznania przez Zgromadzenie Narodowe trwałej niezdolności do sprawowania urzędu ze względu na stan zdrowia, większością co najmniej trzech piątych głosów w obecności co najmniej połowy ogólnej liczby członków Zgromadzenia,
- złożenia z urzędu orzeczeniem Trybunału Stanu.

Nowelizacja Konstytucji PRL z 7 kwietnia 1989 ustanowiła zastępstwo Prezydenta. W razie, gdyby urząd Prezydenta był opróżniony, do czasu objęcia urzędu przez nowego Prezydenta, a także gdyby Prezydent tymczasowo nie mógł sprawować urzędu, zastępowałby go Marszałek Sejmu, również po upływie kadencji Sejmu.
Art. 32d Konstytucji stanowił ponadto, że za naruszenie Konstytucji i ustaw oraz za przestępstwo Prezydent mógł być postawiony w stan oskarżenia przed Trybunałem Stanu. Postawienie Prezydenta w stan oskarżenia mogłoby nastąpić uchwałą Zgromadzenia Narodowego podjętą większością co najmniej dwu trzecich głosów ogólnej liczby członków Zgromadzenia. Z chwilą postawienia w stan oskarżenia Prezydent tymczasowo nie mógłby sprawować urzędu. W takim przypadku zastosowanie miałoby również zastępstwo Prezydenta przez Marszałka Sejmu.
W oparciu o przepisy tej Konstytucji żaden Marszałek Sejmu nie sprawował zastępczo urzędu Prezydenta.

### Ewentualni pełniący obowiązki
| Okres                           | Głowa państwa       | Ewentualny pełniący obowiązki |
| ------------------------------- | ------------------- | ----------------------------- |
| 19 lipca 1989 – 30 grudnia 1989 | Wojciech Jaruzelski | Mikołaj Kozakiewicz           |

## III Rzeczpospolita (od 1989)

### Konstytucja Rzeczypospolitej Polskiej z dnia 22 lipca 1952 r. w brzmieniu obowiązującym w dniu 1 stycznia 1991
Treść przepisów tej Konstytucji w zakresie zastępstwa Prezydenta nie wnosiła zmian. W oparciu o przepisy tej Konstytucji żaden Marszałek Sejmu nie sprawował zastępczo urzędu Prezydenta Rzeczypospolitej Polskiej.

### Mała Konstytucja z 1992
Ustawa Konstytucyjna z dnia 17 października 1992 o wzajemnych stosunkach między władzą ustawodawczą i wykonawczą Rzeczypospolitej Polskiej oraz o samorządzie terytorialnym (Dz.U. z 1992 r. nr 84, poz. 426) regulowała kwestię zastępstwa Prezydenta bardzo podobnie jak nowelizacja Konstytucji PRL z 7 kwietnia 1989 oraz Konstytucja RP z 1952 po nowelizacji Konstytucji PRL z 1989. Zgodnie z art. 49 opróżnienie urzędu Prezydenta przed upływem kadencji mogło nastąpić wskutek:
- śmierci,
- zrzeczenia się urzędu,
- uznania przez Zgromadzenie Narodowe trwałej niezdolności do sprawowania urzędu ze względu na stan zdrowia uchwałą podjętą większością co najmniej 2/3 głosów, w obecności co najmniej połowy ogólnej liczby członków Zgromadzenia Narodowego,
- złożenia z urzędu orzeczeniem Trybunału Stanu.

Mała Konstytucja z 1992 stanowiła, że w razie, gdyby urząd Prezydenta był opróżniony – do czasu objęcia urzędu przez nowego Prezydenta, a także, gdy Prezydent tymczasowo nie mógłby sprawować urzędu, zastępowałby go Marszałek Sejmu, gdy zaś ten nie mógłby tych funkcji wykonywać – Marszałek Senatu.
Art. 50 Małej Konstytucji z 1992 stanowił ponadto, że Prezydent za naruszenie Konstytucji lub ustaw oraz za popełnienie przestępstwa mógł być pociągnięty do odpowiedzialności przed Trybunałem Stanu. Postawienie Prezydenta w stan oskarżenia mogło nastąpić uchwałą Zgromadzenia Narodowego, podjętą większością co najmniej 2/3 głosów ogólnej liczby członków Zgromadzenia Narodowego na wniosek co najmniej 1/4 ogólnej liczby członków Zgromadzenia. Z chwilą postawienia Prezydenta w stan oskarżenia sprawowanie przez niego urzędu uległo zawieszeniu. W takim przypadku zastosowanie miałoby również zastępstwo Prezydenta przez Marszałka Sejmu, gdy zaś ten nie mógłby tych funkcji wykonywać – Marszałka Senatu.
W oparciu o przepisy Małej Konstytucji z 1992 żaden Marszałek Sejmu, ani żaden Marszałek Senatu nie sprawował zastępczo urzędu Prezydenta, w związku z opróżnieniem urzędu Prezydenta przed upływem kadencji.

### Konstytucja Rzeczypospolitej Polskiej z 1997
Konstytucja Rzeczypospolitej Polskiej z 2 kwietnia 1997 (Dz.U. z 1997 r. nr 78, poz. 483) wprowadziła pojęcie tymczasowego przejęcia obowiązków Prezydenta Rzeczypospolitej. Zgodnie z art. 131 ust. 1, jeżeli Prezydent Rzeczypospolitej nie może przejściowo sprawować urzędu, zawiadamia o tym Marszałka Sejmu, który tymczasowo przejmuje obowiązki Prezydenta Rzeczypospolitej. Gdy Prezydent Rzeczypospolitej nie jest w stanie zawiadomić Marszałka Sejmu o niemożności sprawowania urzędu, wówczas o stwierdzeniu przeszkody w sprawowaniu urzędu przez Prezydenta Rzeczypospolitej rozstrzyga Trybunał Konstytucyjny na wniosek Marszałka Sejmu. W razie uznania przejściowej niemożności sprawowania urzędu przez Prezydenta Rzeczypospolitej Trybunał Konstytucyjny powierza Marszałkowi Sejmu tymczasowe wykonywanie obowiązków Prezydenta Rzeczypospolitej.
Zgodnie z art. 131 ust. 2 Konstytucji, w przypadku:
- śmierci Prezydenta Rzeczypospolitej,
- zrzeczenia się urzędu przez Prezydenta Rzeczypospolitej,
- stwierdzenia nieważności wyboru Prezydenta Rzeczypospolitej lub innych przyczyn nieobjęcia urzędu po wyborze,
- uznania przez Zgromadzenie Narodowe trwałej niezdolności Prezydenta Rzeczypospolitej do sprawowania urzędu ze względu na stan zdrowia, uchwałą podjętą większością co najmniej 2/3 głosów ustawowej liczby członków Zgromadzenia Narodowego,
- złożenia Prezydenta Rzeczypospolitej z urzędu orzeczeniem Trybunału Stanu,

do czasu wyboru nowego Prezydenta Rzeczypospolitej, osobą wykonująca obowiązki Prezydenta Rzeczypospolitej jest tymczasowo Marszałek Sejmu. Jeżeli Marszałek Sejmu nie może wykonywać obowiązków Prezydenta Rzeczypospolitej, obowiązki te przejmuje Marszałek Senatu. Zgodnie z art. 131 ust. 4 Konstytucji osoba wykonująca obowiązki Prezydenta Rzeczypospolitej Polskiej nie może postanowić o skróceniu kadencji Sejmu.
Art. 145 Konstytucji Rzeczypospolitej Polskiej z 1997 stanowi ponadto, że Prezydent za naruszenie Konstytucji, ustaw lub za popełnienie przestępstwa może być pociągnięty do odpowiedzialności przed Trybunałem Stanu. Postawienie Prezydenta w stan oskarżenia może nastąpić uchwałą Zgromadzenia Narodowego, podjętą większością co najmniej 2/3 głosów ustawowej liczby członków Zgromadzenia Narodowego na wniosek co najmniej 140 członków Zgromadzenia Narodowego. Z dniem podjęcia uchwały o postawieniu Prezydenta Rzeczypospolitej w stan oskarżenia przed Trybunałem Stanu sprawowanie urzędu przez Prezydenta Rzeczypospolitej ulega zawieszeniu. W takim przypadku zastosowanie ma również tymczasowe przejęcie obowiązków Prezydenta Rzeczypospolitej przez Marszałka Sejmu, lub jeżeli Marszałek Sejmu nie może wykonywać obowiązków Prezydenta Rzeczypospolitej, przez Marszałka Senatu.
W wyniku śmierci prezydenta Lecha Kaczyńskiego w wypadku lotniczym 10 kwietnia 2010, w oparciu o przepisy Konstytucji Rzeczypospolitej Polskiej z roku 1997, obowiązki Prezydenta Rzeczypospolitej sprawowali tymczasowo Marszałek Sejmu Bronisław Komorowski, a po jego wyborze na urząd Prezydenta Rzeczypospolitej i rezygnacji z funkcji Marszałka Sejmu 8 lipca 2010 roku, Marszałek Senatu Bogdan Borusewicz. Następnie obowiązki prezydenta wykonywał nowy Marszałek Sejmu, Grzegorz Schetyna, aż do zaprzysiężenia nowego prezydenta Bronisława Komorowskiego.

### III. Ewentualni pełniący obowiązki
| Okres                   | Prezydent RP           | Marszałek Sejmu         | Marszałek Senatu             |
| ----------------------- | ---------------------- | ----------------------- | ---------------------------- |
| 31.12.1989 – 22.12.1990 | Wojciech Jaruzelski    | Mikołaj Kozakiewicz     | brak wskazania w konstytucji |
| 22.12.1990 – 24.11.1991 | Lech Wałęsa            | Mikołaj Kozakiewicz     | brak wskazania w konstytucji |
| 25.11.1991 – 7.12.1992  | Lech Wałęsa            | Wiesław Chrzanowski     | brak wskazania w konstytucji |
| 8.12.1992 – 14.10.1993  | Lech Wałęsa            | Wiesław Chrzanowski     | August Chełkowski            |
| 14.10.1993 – 15.10.1993 | Lech Wałęsa            | Józef Oleksy            | August Chełkowski            |
| 15.10.1993 – 26.10.1993 | Lech Wałęsa            | Józef Oleksy            | wakat                        |
| 26.10.1993 – 3.03.1995  | Lech Wałęsa            | Józef Oleksy            | Adam Struzik                 |
| 3.03.1995 – 22.12.1995  | Lech Wałęsa            | Józef Zych              | Adam Struzik                 |
| 23.12.1995 – 19.10.1997 | Aleksander Kwaśniewski | Józef Zych              | Adam Struzik                 |
| 20.10.1997 – 21.10.1997 | Aleksander Kwaśniewski | Maciej Płażyński        | wakat                        |
| 21.10.1997 – 18.10.2001 | Aleksander Kwaśniewski | Maciej Płażyński        | Alicja Grześkowiak           |
| 18.10.2001 – 19.10.2001 | Aleksander Kwaśniewski | wakat                   | wakat                        |
| 19.10.2001 – 20.10.2001 | Aleksander Kwaśniewski | Marek Borowski          | wakat                        |
| 20.10.2001 – 20.04.2004 | Aleksander Kwaśniewski | Marek Borowski          | Longin Pastusiak             |
| 20.04.2004 – 21.04.2004 | Aleksander Kwaśniewski | wakat                   | Longin Pastusiak             |
| 21.04.2004 – 5.01.2005  | Aleksander Kwaśniewski | Józef Oleksy            | Longin Pastusiak             |
| 5.01.2005 – 18.10.2005  | Aleksander Kwaśniewski | Włodzimierz Cimoszewicz | Longin Pastusiak             |
| 18.10.2005 – 20.10.2005 | Aleksander Kwaśniewski | wakat                   | wakat                        |
| 20.10.2005 – 26.10.2005 | Aleksander Kwaśniewski | wakat                   | Bogdan Borusewicz            |
| 26.10.2005 – 23.12.2005 | Aleksander Kwaśniewski | Marek Jurek             | Bogdan Borusewicz            |
| 23.12.2005 – 27.04.2007 | Lech Kaczyński         | Marek Jurek             | Bogdan Borusewicz            |
| 27.04.2007 – 4.11.2007  | Lech Kaczyński         | Ludwik Dorn             | Bogdan Borusewicz            |
| 4.11.2007 – 5.11.2007   | Lech Kaczyński         | wakat                   | wakat                        |
| 5.11.2007 – 10.04.2010  | Lech Kaczyński         | Bronisław Komorowski    | Bogdan Borusewicz            |
| 10.04.2010 – 8.07.2010  | urząd opróżniony       | Bronisław Komorowski    | Bogdan Borusewicz            |
| w dniu 8.07.2010        | wakat                  | Bogdan Borusewicz       |                              |
| 8.07.2010 – 6.08.2010   | Grzegorz Schetyna      | Bogdan Borusewicz       |                              |
| 6.08.2010 – 7.11.2011   | Bronisław Komorowski   | Bogdan Borusewicz       | Grzegorz Schetyna            |
| 7.11.2011 – 8.11.2011   | Bronisław Komorowski   | Bogdan Borusewicz       | wakat                        |
| 8.11.2011 – 22.09.2014  | Bronisław Komorowski   | Bogdan Borusewicz       | Ewa Kopacz                   |
| 22.09.2014 – 24.09.2014 | Bronisław Komorowski   | Bogdan Borusewicz       | wakat                        |
| 24.09.2014 – 23.06.2015 | Bronisław Komorowski   | Bogdan Borusewicz       | Radosław Sikorski            |
| 23.06.2015 – 25.06.2015 | Bronisław Komorowski   | Bogdan Borusewicz       | wakat                        |
| 25.06.2015 – 6.08.2015  | Bronisław Komorowski   | Bogdan Borusewicz       | Małgorzata Kidawa-Błońska    |
| 6.08.2015 – 11.11.2015  | Andrzej Duda           | Bogdan Borusewicz       | Małgorzata Kidawa-Błońska    |
| 11.11.2015 – 12.11.2015 | Andrzej Duda           | wakat                   | wakat                        |
| 12.11.2015 – 9.08.2019  | Andrzej Duda           | Marek Kuchciński        | Stanisław Karczewski         |
| w dniu 9.08.2019        | Andrzej Duda           | wakat                   | Stanisław Karczewski         |
| 9.08.2019 – 11.11.2019  | Andrzej Duda           | Elżbieta Witek          | Stanisław Karczewski         |
| 11.11.2019 – 12.11.2019 | Andrzej Duda           | Elżbieta Witek          | wakat                        |
| 12.11.2019 – 12.11.2023 | Andrzej Duda           | Elżbieta Witek          | Tomasz Grodzki               |
| 12.11.2023 – 13.11.2023 | Andrzej Duda           | wakat                   | wakat                        |
| 13.11.2023 – 06.08.2025 | Andrzej Duda           | Szymon Hołownia         | Małgorzata Kidawa-Błońska    |
| 06.08.2025 –            | Karol Nawrocki         | Szymon Hołownia         | Małgorzata Kidawa-Błońska    |